# Martin P5M Marlin
Martin P5M Marlin (po roce 1962 P-5 Marlin), postavený společností Glenn L. Martin Company, byl dvoumotorový pístovými motory poháněný létající člun, který vstoupil do služby v roce 1952 a sloužil do konce 60. let 20. století u námořnictva Spojených států (US Navy). Také sloužil u pobřežní stráže Spojených států a francouzského námořnictva. Postaveno bylo celkem 286 strojů.

## Vývoj
Letoun vznikl dalším vývojem svého předchůdce, kterým byl letoun PBM Mariner. Měl lepší motory, vylepšený trup a jednoduché ocasní plochy. Prototyp XP5M-1 Marlin byl založen na úpravě jednoho z posledních letounů PBM-5 Mariner (BuNo 98616). Kontrakt na vývoj byl uzavřen 26. června 1946. Letoun dostal interní označení společnosti Model 237. Prototyp letounu poprvé vzlétl 30. května 1948. Sériové letouny P5M-1 doznaly oproti prototypu dalších významných změn. Letoun byl později opět významně upraven na verzi P5M-2 (Model 237B), která byla později přeznačena na SP-5B. Určitý počet letounů P5M-1 také sloužil pro výcvik pod označením TP-5A (po roce 1962).

## Popis

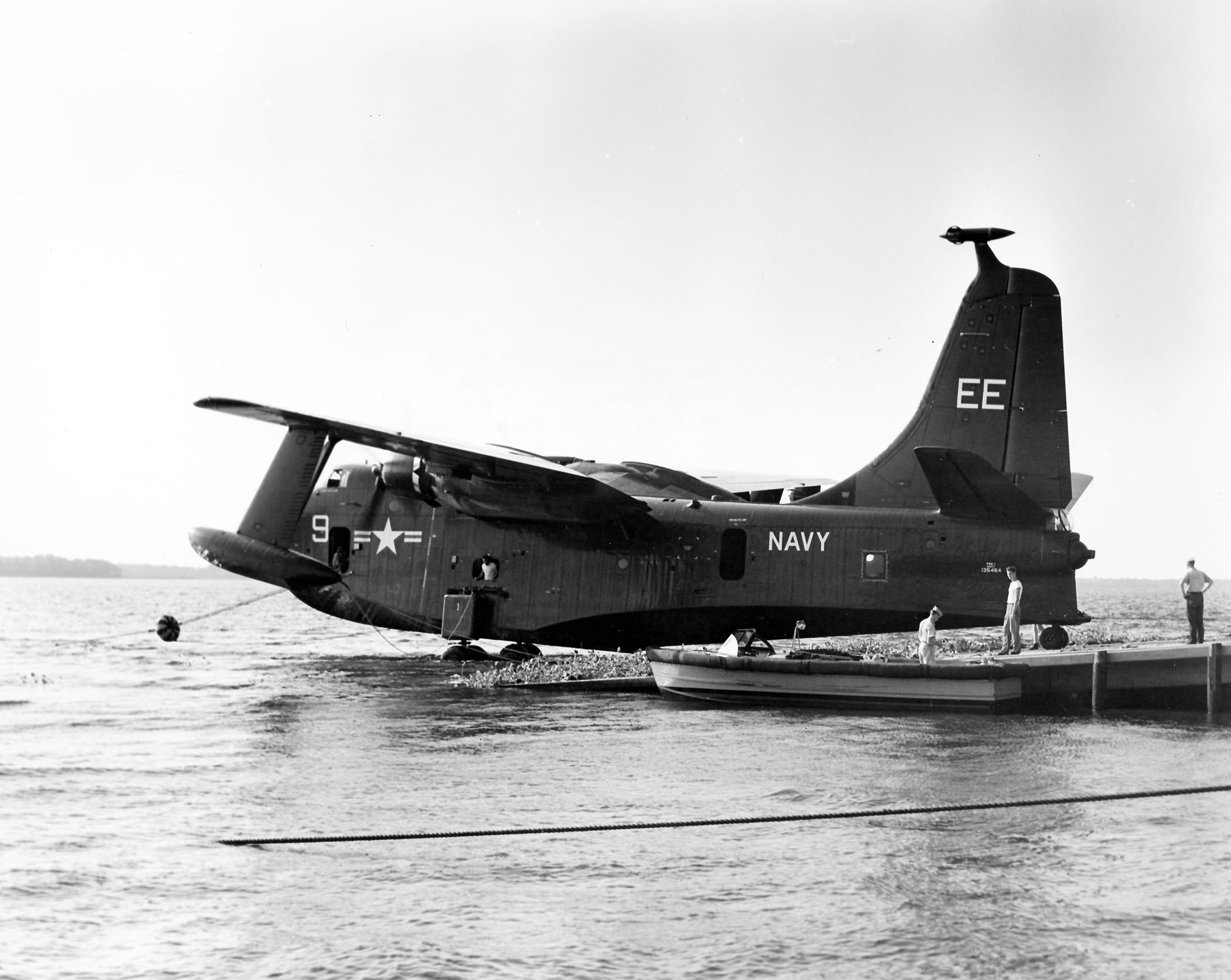
P5M-1 v roce 1954 (letka VP-45)

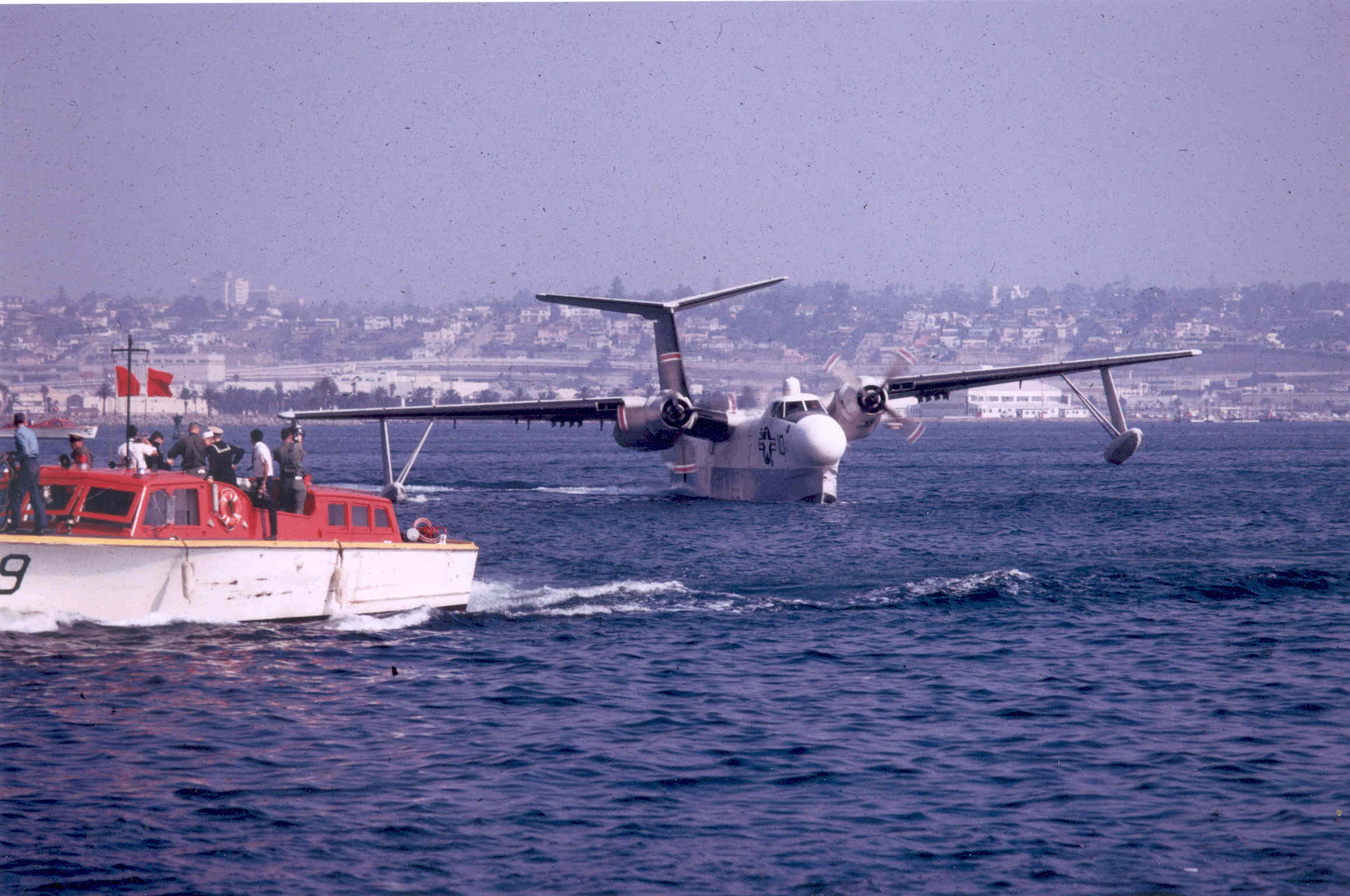
Letoun SP-5B (letka VP-40) po svém posledním letu u US Navy v roce 1967

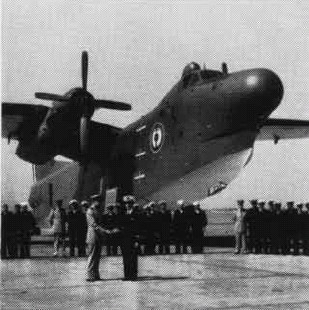
Francouzský P5M-2 v roce 1957

Letoun Marlin byl navržen s lomeným křídlem (tzv. „racek“), což umožňovalo umístění motorů a vrtulí nad vodní tříští vznikající kolem letounu. Letoun byl poháněn přeplňovanými hvězdicovými motory Wright R-3350-30. Zadní část trupu se k ocasu letounu nezvedala tak prudce jako u předchozího typu, ale postupně, což bylo vylepšení společnosti Martin, které dávalo letounu delší plovoucí část trupu a tím i větší stabilitu. Na konci trupu byl letoun vybaven výklopnými vodními klapkami, které sloužily jednak jako vodní brzdy, ale i k řízení letounu na vodní hladině. Ovladatelnost letounu na vodní hladině byla vynikající.
Prototyp měl věžičky na nose a ocase letounu osazeny dvojicí leteckých kanónů ráže 20 mm a hřbetní věžičku s dvojicí kulometů ráže 12,7 mm M2 Browning. Kokpit byl stejný jako u letounu Mariner. Tento prototyp poprvé vzlétl 30. května 1948.
První ze 167 sériových letounů P5M-1 (Model 237A) byl vyroben v roce 1951 a poprvé vzlétnul 22. června 1951. Změny oproti prototypu zahrnovaly zvětšený kokpit pro zlepšení výhledu, nahrazení věžičky na přídi velkým krytem vyhledávacího radaru AN/APS-44, odstranění hřbetní věžičky a novými symetrickými plováky na křídle. Motorové gondoly byly prodlouženy a jejich zadní část sloužila jako pumovnice. Pohon letounu obstarávala dvojice motorů Wright Cyclone R-3350-30W s výkonem 3 250 k.
Letouny P5M-1 následovalo ve výrobě nejméně 116 letounů verze P5M-2 (Model 237B). Tyto letouny měly ocasní plochy ve tvaru „T“, aby se vodorovné ocasní plochy dostaly dál od vznikající vodní tříště. Dále měly na zádi detektor magnetických anomálií (AN/ASQ-8 MAD) a nenesly na zádi kanóny, které nahradila navigační anténa AN/APN-122. Měly i vylepšené prostory pro posádku a vylepšenou příď, která omezovala množství tříště vznikající při startu a přistání. Letouny poháněla dvojice motorů Wright Cyclone R-3350-32 WA s výkonem 3 450 k. První letoun byl dodán v roce 1954.

## Operační historie

### Vietnam
Poslední operací námořnictva Spojených států, ve které působily létající čluny, byly hlídkové lety letky VP-40 v rámci operace „Market Time“. Námořní hlídkování bylo zahájeno v únoru 1965 a mělo za cíl odhalit malá plavidla, která zásobovala Vietkong v Jižním Vietnamu ze Severního Vietnamu. Letouny letky VP-40 působily z nosičů hydroplánů a hlídkovaly kolem delty řeky Mekong mezi Phu Quoc a Vũng Tàu. Poslední letoun P5M amerického námořnictva, přeznačený na SP-5B, přeletěl 12. července 1968 na námořní leteckou základnu Patuxent River v Marylandu, kde měl být dočasně uskladněn, než bude pro něj postaveno místo pro vystavení ve Washingtonu, D.C. Jelikož však z těchto plánů sešlo, byl letoun později přemístěn na námořní leteckou základnu Pensacola na Floridě do Národního muzea námořního letectví, kde je vystaven dodnes.

### Pobřežní stráž Spojených států
Sedm letounů P5M-1G a čtyři letouny P5M-2G byly postaveny pro pobřežní stráž Spojených států pro záchranné operace na moři (SAR). Ale ukázalo se, že letouny jsou náročné na údržbu a vzhledem k potřebnému počtu letounů jsou nadbytečné. Proto byly následně přeřazeny k US Navy, které je přeznačilo na TP-5A a používalo je jako cvičná letadla, protože letouny neměly vybavení pro nesení výzbroje.

### Francouzské námořnictvo
Francouzské námořnictvo převzalo deset Marlinů od US Navy v roce 1959 jako náhradu za letouny Short Sunderland pro námořní hlídkovou službu v Dakaru ve státu Senegal v západní Africe. O pět let později byly vráceny zpět.

## Dochované exempláře
Jeden letoun SP-5B se nachází v Národním muzeu námořního letectví na námořní letecké základně Pensacola na Floridě. Tento letoun (BuNo 135533) je zřejmě jediným dochovaným exemplářem letounu Marlin.

## Varianty

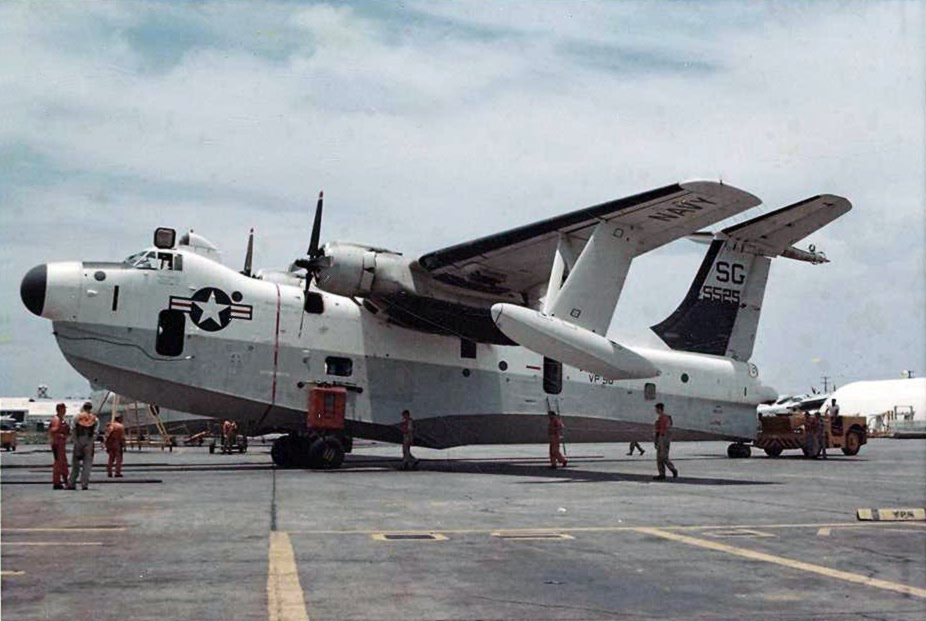
SP-5B jednotky VP-50

XP5M
Prototyp přestavěný z letounu PBM Mariner s upraveným trupem.
P5M-1
Sériová verze pro US Navy. Postaveno 160 strojů, které byly později přeznačeny na P-5A.
P5M-1G
Letouny P5M-1 pro pobřežní stráž Spojených států. Postaveno 7 strojů, které byly později přeřazeny k námořnictvu jako P5M-1T.
P5M-1S
Upravené letouny P5M-1 s vylepšeným elektronickým a protiponorkovým vybavením. Přestavěno 80 letounů, které později dostaly označení SP-5A.
P5M-1T
Sedm letounů, které se vrátily od pobřežní stráže Spojených států a jeden upravený letoun P5M-1, které byly používány k výcviku posádek. Později přeznačeny na TP-5A.
P5M-2
Vylepšená sériová verze. Postaveno nejméně 115 strojů pro US Navy včetně 10 pro francouzské námořnictvo. Americké stroje byly později přeznačeny na P-5B.
P5M-2S
Většina letounů P5M-2, které dostaly lepší elektronické a protiponorkové vybavení. Později létaly pod označením SP-5B.
P5M-2G
Čtyři letouny P5M-2 postavené pro pobřežní stráž Spojených států, které později přešly k námořnictvu jako P5M-2.
P-5A
Letouny P5M-1 přeznačené v roce 1962.
SP-5A
Letouny P5M-1S přeznačené v roce 1962.
TP-5A
Letouny P5M-1T přeznačené v roce 1962.
P-5B
Letouny P5M-2 přeznačené v roce 1962.
SP-5B
Letouny P5M-2S přeznačené v roce 1962.

## Specifikace (P5M-2)

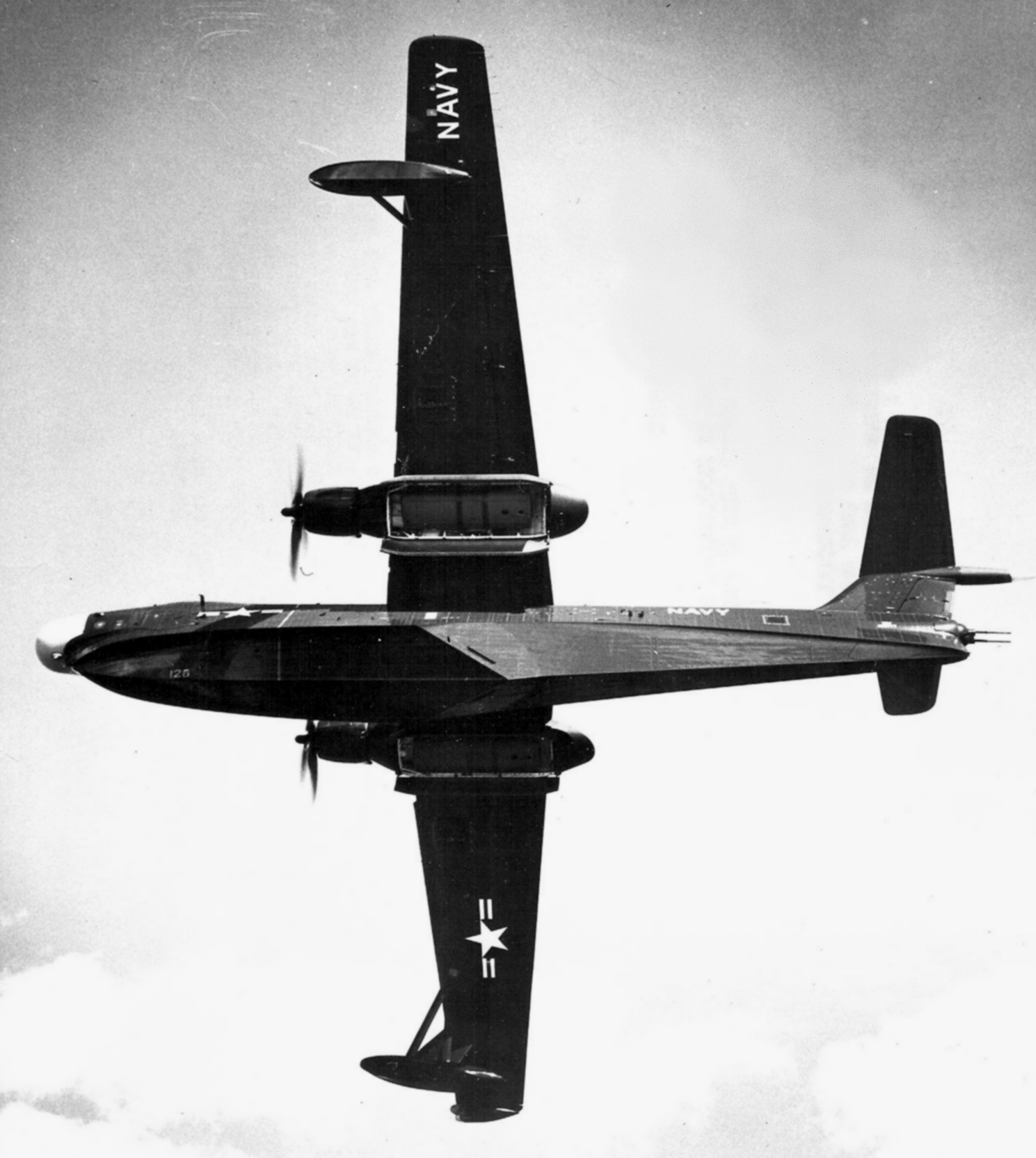
Martin P5M-2

Technické údaje pocházejí z publikace „United States Navy Aircraft since 1911“.

### Technické údaje
- Posádka: 11
- Rozpětí: 35,7 m
- Délka: 30,7 m
- Výška: 10 m
- Nosná plocha: 130,1 m²
- Plošné zatížení: 287 kg/m²
- Prázdná hmotnost: 22 900 kg
- Max. vzletová hmotnost: 38 600 kg
- Pohonná jednotka: 2× hvězdicový motor Wright R-3350-32WA
- Výkon pohonné jednotky: 3 450 k (2 570 kW)

### Výkony
- Cestovní rychlost: 242 km/h (130 uzlů, 150 mph) ve výšce ? m
- Maximální rychlost: 404 km/h (218 uzlů, 251 mph) ve výšce ? m
- Dolet: 3 300 km (2 050 námořních mil)
- Dostup: 7 300 m (24 000 stop)
- Stoupavost: 6,1 m/s (1 200 stop/min)
- Poměr výkon/hmotnost: 0,13 kW/kg

### Výzbroj
- 4× torpédo o hmotnosti 980 kg nebo
- 4× námořní mina nebo letecká puma o hmotnosti 907 kg nebo
- 8× námořní mina o hmotnosti 454 kg (1 000 lb) nebo
- 16× letecká puma o hmotnosti 227 kg (500 lb) nebo
- 16× hlubinná puma o hmotnosti 150 kg (330 lb) nebo
- 1× jaderná hlubinná puma Mk.90 „Betty“

## Uživatelé
Francie
- Francouzské námořní letectvo

 Spojené státy
- Námořnictvo Spojených států amerických
- Pobřežní stráž Spojených států amerických

#### Související vývoj
- Martin PBM Mariner

#### Podobná letadla
- Berijev Be-12
- Shin Meiwa US-1A
- Short Sunderland